# Georges Pitard
Pour les articles homonymes, voir Pitard.
Georges Pitard, né le 3 septembre 1897 à Paris et mort fusillé comme otage le 20 septembre 1941 au Mont-Valérien, est un avocat, syndicaliste et communiste.

## Biographie
Georges, Émile Pitard est le fils d’un tapissier et d’une télégraphiste.
Il participe à la Première Guerre mondiale et, après avoir suivi une formation à l'École d'officiers de St-Maixent, il est lieutenant au moment de sa démobilisation en novembre 1919.
Il obtient une licence en droit, adhère aux Jeunesses socialistes et au Parti socialiste dans le 15e arrondissement de Paris, puis il entre au Parti communiste après le congrès de Tours.
Attiré par le théâtre, il suit des cours à l’école du Vieux Colombier, puis se lance dans sa carrière d'avocat. Il ouvre un cabinet où travaillera également Michel Rolnikas. Il est avocat auprès du conseil des prud'hommes, fait partie du conseil juridique de la Fédération CGTU puis CGT des PTT et de l’Union des syndicats de la Seine, du Secours rouge international. Il écrit des articles dans les journaux La Défense et L'Humanité.
Il est mobilisé en 1939 comme lieutenant et démobilisé le 8 août 1940. Il continue à plaider la cause des militants syndicalistes et communistes poursuivis. Victime à son tour de la politique répressive de Vichy, il est arrêté par la police le 25 juin 1941, mis en prison au Cherche-Midi, puis interné au camp de Royallieu à Compiègne en juillet. Le 20 septembre 1941, il est fusillé comme otage par les Allemands en même temps que ses amis les avocats Antoine Hajje et Michel Rolnikas.
La veille, il écrit à sa femme : « Moi, je m'en vais fier de mon passé, fier de ma vie. Je n'ai jamais fait que le bien, jamais pensé qu'à soulager la misère... Vois le bâtonnier, je n'ai pas la possibilité de lui écrire ; dis-lui que je crois avoir honoré l'Ordre des avocats... » et à sa mère : « Je suis fier de ma vie. Je l’ai suivie toute droite et si courte qu’elle soit, je l’estime enviable. J’ai passionnément aimé ma profession et je crois l’avoir honorée ; je l’ai servie avec foi, j’ai aidé les faibles et les malheureux, j’ai secouru la misère, combattu l’injustice »

## Hommages
La rue Jeanne, dans le 15e arrondissement de Paris, où il avait ouvert son cabinet d'avocat en 1926, prend le nom de rue Georges-Pitard par arrêté du 8 juin 1946.
Par ailleurs, une plaque commémorative a été apposée le 12 novembre 1944 au no 18 de la rue Séguier dans le 6e arrondissement de Paris, où il avait installé son cabinet après son mariage.

## Distinctions
À titre posthume, Georges Pitard a été cité à l’ordre de la Nation, décoré de la Médaille de la Résistance et de la Croix de la Légion d’honneur.
La mention « Mort pour la France » lui a été attribuée par le Ministère des Anciens Combattants le 9 avril 1946.

### Publication
- Luigi Bastoni: un innocent emprisonné à Caen pour vingt ans, discours de Maître Georges Pitard au premier Congrès national du Secours Populaire de France et des Colonies, Paris, 23-24-25-26 juin 1938, Paris. Ed. du Secours Populaire de France et des Colonies.